# Nádudvari Sámuel (ifjabb)
Nádudvari Sámuel (1700 körül – 1754.) református lelkész, egyházi író és főiskolai tanár. id. Nádudvari Sámuel fia.

## Élete
Tanulmányait Sárospatakon végezte, azonban mivel ott Csécsi professzorra írt pasquillusa miatt kicsapták. Ezt követően Nagyenyeden tanult, azután pedig külföldre ment: 1728. január 3-án beiratkozott az odera-frankfurti egyetemre. Az 1730–31. tanév alatt a franekeri egyetemre ment tovább. Hazatérését követően előbb második, majd 1735-től elsőpap volt Nagyenyeden. Már előbb megindították ellene a predesztináció tanának tagadása miatt az eljárást, melynek eredményeképpen 1735. március 20-án arra kényszerült, hogy a templomban ünnepélyesen visszavonja az ott hirdetett elveit. 1740. április 26-án hívták meg a marosvásárhelyi református főiskola tanári állására, ahová július 16-án megérkezett, és a tanári székét elfoglalta. Folytonos pénzzavarban volt, a kollégium sem adhatta ki rendesen fizetését, emiatt a kollégium tőkepénzeit kezdte felvenni, s ingóságait zálogba vetni; ezen kellemetlenségei miatt 1746. november 16-án a kollegiumot elhagyta és Bod Péter szerint Magyarországra költözött, és áttért a római katolikus vallásra, majd gróf Károlyi Ferencnél nyert alkalmazást.

## Munkái
- Az halálnak és változásoknak elől járó követeiről magyar oratio, mellyet néhai Váradi Köblös János uram teste fölött mondott. Kolosvár, 1733.
- Rara avis in terris, siue christianus sapiens. Ritka madár e földön, avagy keresztyén bölts. Mellyet… Wass Dániel úrnak… ábrázatjából, egy igen csekély halotti oratióban… leábrázolt. Kolosvár, 1741. (Aranka György és többek beszédeivel együtt).
- Carolus VI. Romanorum Imperator… Hungariae rex… gloriosissimae domus archiducalis Austriacae Hesperus AgropoLI In InCLyta panegyrI VI IDVVM Ian. oratIone auXIa et rIgentI repraesentatVs. (Marosvásárhely, 1741.).
- Animalis, rationalis, civilis, spiritualis et aeternae vitae exemplar, az az természeti, okosságszerént való, külső-társasági, jó hir- s névbeli, lelki, és örök életnek példája, mellyet néhai mélt… liber báró Kemény Sámuel, Doboka vármegyei főispán életének egy csekély magyar oratióban tett lerajzolásával a Vétsi vár mellett épittetett gyászos szin alatt letelepedett halotti nagy frequentia előtt felfüggesztett 1744. szent Jakab hava 12-én. Kolozsvár 1746. (Szathmári Pap Zsigmond gyászbeszédével együtt).
- Isten felö férfiúnak koronája, melylyet Nagy-Váradi Köblös Péter házas társa tekintetes n. Kakutsi Judit asszony isteni félelmének s igaz hitinek arannyából s más sok virtussainak drága köveiből készitett végső tiszteletére. Kolozsvár, 1744.

Kéziratban, jegyzetei és fordításai a marosvásárhelyi főiskola könyvtárában: Raritates sacrae, 4rét 57 levél, index 3 levél; Observationes quaedam, 4rét 4 levél, Trigonometria 8 ½ levél 1743. ápr. 26.; Elementa opticae Wolffianae e germanico in latinum idioma versa, 13 levél; Elementa catoptricae Wolffii 6 levél, 1741. szept. 28.; Elementa architecturae civilis 34 levél; Elementa architecturae militaris, sive fortificatoriae, 1743. 26 lev.; Calendariographia vetus et nova, in usum auditorum suorum concinnata 1742. 22 lev.; Elementa chronologiae Wolffianae ex idiomate germanico in latinum translata, 21 levél. (Mindezen kézirati művek egy kötetben vannak és N. saját kézirata).